# Рейн Сепп
Рейн Сепп (23 квітня 1921, Тарту — 25 січня 1995) — естонський прозаїк, поет і перекладач, відомий передусім як виразник давньогерманського епосу. Тоді ж у його перекладі з'явилися «Старша Едда», «Пісня про Нібелунгів», «Парцифаль», «Беовульф» та добірка текстів із «Молодшої Едди».

## Життєпис

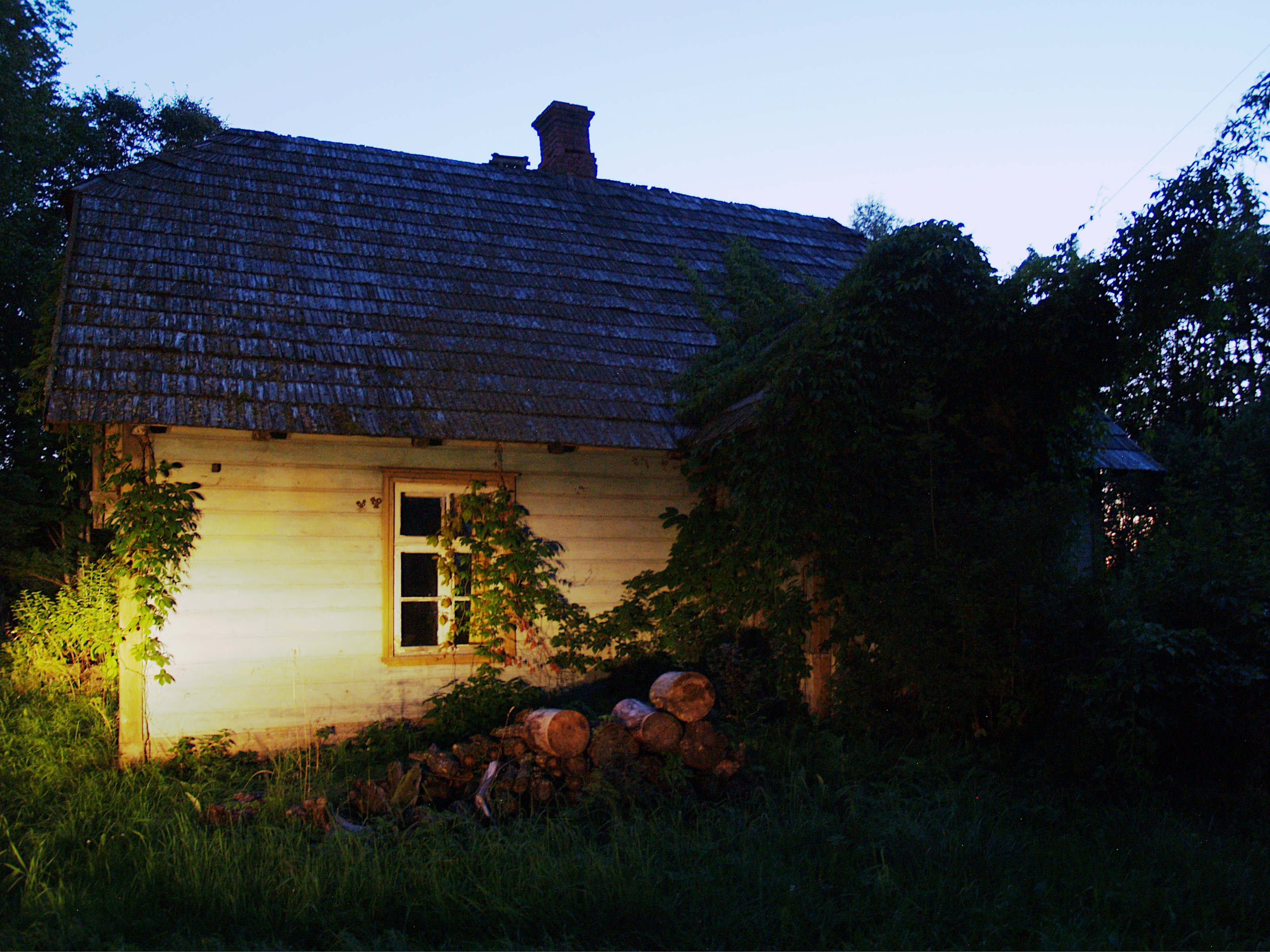
Садиба Рейна Сепи в селі Іпікі в Латвії

Рейн Сепп народився в Тарту в родині юриста. Його дитинство пройшло на фермі Вінгалі в селі Іпікі в Латвії, поблизу Мийсакула. 1940 року він закінчив Тартуську Гімназію хуґо Треффнера. Гімназія відіграла важливу роль у його розвитку, педагогічний колектив якої Рейн Сепп завжди згадував із вдячністю. У 1940–1942 роках він вивчав переважно германістику, меншою мірою бібліографію, на філософському факультеті Тартуського університету. Був членом студентської корпорації Сакала.
У 1942—1943 рр. Сепп працював у редакції Eesti Sõna в Таллінні, а потім представником цієї ж газети в Тарту, куди була мобілізована німецька армія. Під час війни спочатку був штабним письменником в Ельві, згодом військовим кореспондентом на фронті. Беручи участь у порятунку активів Естонського національного музею, Сепп опинився в Ляенемаа, де, коли прийшли росіяни, він переховувався як лісовий брат. 1946 року разом зі своїми двома друзями -поетами Артуром Алліксааром та Отніелем Юріссааром він погодився на амністію. Потім працював бухгалтером і бригадиром у радгоспі Саїда Хар'юського повіту. 1949 року Сепп був заарештований, наступні сім років провів в ув'язенні в Таллінні, Ленінграді та Воркуті.
Після звільнення у 1956 р. він проживав в повіті Ляене, працював у аптеці в містечку Рісті, пізніше в повіті Пярну в Кергу. 1957 року присвятив себе літературній праці як перекладач. 1971 року оселився в латиському селі Іпікі на хуторі Еглітіс (у літературі помилково також Еглітес або Еглітеес), який купив за гонорар за переклад «Старшої Едди». Там він залишився до кінця свого життя. Він спроектував будинок на основі свого розуміння стародавнього скандинавського ландшафту. Рейн Сепп помер 25 січня 1995 року, і за його бажанням його поховали в яблуневому саду його садиби.

## Творчість
Рейн Сепп запам'ятався насамперед як перекладач середньовічних епосів германських народів: у 1970 р. вийшов його переклад «Старшої Едди», 1977 р. «Пісні про Нібелунгів», 1989 р. «Парцифаль» (частково), 1990 р. «Беовульф» і 1990 р. з'явилася добірка текстів з «Молодшої Едди». Усі вони, крім «Молодшої Едди», є віршованими перекладами, які максимально відповідають віршованій структурі оригіналу і вимагали від перекладача майстерного чуття мови. Крім старовинних сюжетних пісень, Зепп також перекладав німецьку, голландську та англійську літературу, в тому числі класику (твори Гете, Шиллера, Шекспіра, Блейка та інших). З нагоди вручення щорічної нагороди перекладачеві Калле Курґ підсумував творчу діяльність Рейна Сеппа: «Роль, яку виконує перекладач, завжди цікава. Хороший перекладач, напевно, представляє та формує важливі культурні тенденції. Середньонімецький героїчний епос „Пісня про Нібелунгів“ у виконанні Рейна Сепа є одним із найважливіших епічних шедеврів Європи, який можна порівняти з Гомером чи „Калевалою“. Це була велика робота, щоб зробити це доступним: у такому випадку мова йде не про конверсію, а про розвиток цілого методу перекладу. Можливо, великий досвід перекладу з кількох мов додав мені тут сміливості. [- — -] Цілеспрямовано, Р. Сепп допоміг прокласти шлях до скарбниці класичної культури, і ця роль поважна».

### Оригінальні твори
- «Останній сингл». Бібліотека Loomingu 1960, № 18 (130)
- «Ґая має запуститися». Гра на слух. Виконано на Естонському радіо в 1962 році, опубліковано в збірці «Погляд у невидиме» (1969)
- «Ще одна зірка і ще один гол…». Поетична збірка. Упорядник Вільяр Анско. 2001 рік
- «Сміх вибухає на розльоті зірок». Поетична збірка. Упорядники Анті Ляатс і Аннелі Сепп. Тарту: Ілмаа, 2005

### Переклади
- Теун де Фріз. «Фризський листоноша» (1959)
- Генрієтта ван Ейк. «Габріель» (1960; з Валдеком Крууспером)
- Вальтер фон дер Фоґельвайде. «Під липою» (Антологія літератури середньовіччя та раннього Відродження, 1962)
- Вернер Берґенґрюн. «Смерть у Таллінні» (1966; 2-ге видання з доповненнями Маті Сіркеля 1999)
- Артур Ван Шендел. "Фрегат «Йоанна Марія» (1967)
- «Старша Едда» (1970)
- Стефан Цвейг. «Марія Стюарт» (1970; 2-е вид. 1983)
- Мультатутлі. «Макс Гавелар» (1973)
- «Пісня про Нібелунгів» (1977)
- Вольфрам фон Ешенбах. «Парцифаль» (1989)
- «Молодша Едда. Добірка текстів» (1990)
- «Беовульф» (1990)
- «Англосаксонські хроніки та поеми» (1992)
- Вільям Шекспір. «Кохання Шекспіра» (2000; серед перекладачів Георг Мері, Міхкель Моїснік, Антс Орас)
- Андреас Шлютер. «Фотозвинувачення» (2002; переклад оповідання Кає Ільвес, вірші Рейна Сеппа)
- Вірші Вільяма Блейка

## Відзнаки
- Щорічна літературна премія Юхана Смуула (1978, Естонський фонд «Пісня про Нібелунгів»)

## Пам'ять
Для увічнення пам'яті Рейна Сеппи в Mийзакюлі було створено Товариство друзів Рейна Сеппи. До річниць його народження в Тарту були організовані пам'ятні конференції, зокрема 75-річчя 20 квітня 1996 року та 90-ліття 23 квітня 2011 року.
У 1996 році Рейн Сеппа зняв 50-хвилинний фільм «Путівник по міфології» за мотивами робіт учнів кінооб'єднання Oriest Studio при гімназії Якоба Вестгольма.

## Особисте життя
Історик Гендрік Сепп був його дитиною.